# Plaza de Toros Nuevo Progreso
A Plaza de toros Nuevo Progreso é uma praça de touros na cidade mexicana de Guadalajara, Jalisco. Atualmente, é destinada para touradas e também para sediar eventos musicais e eventos de luta livre profissional. A praça de touros tem capacidade para 16,561 pessoas e foi construída entre 1966 e 1967.